# 1%ui eotteon geot (serie televisiva 2016)
1%ui eotteon geot (1%의 어떤 것?, lett. 1% di qualcosa; titolo internazionale 1% of Anything) è una serie televisiva sudcoreana trasmesso su Dramax dal 5 ottobre al 24 novembre 2016, basata sul romanzo e sulla serie omonimi.

## Trama
Lee Jae-in, lo spietato figlio di una ricca famiglia, inizia a uscire con la maestra di scuola elementare Kim Da-hyun, che non ha mai visto prima, sulla base di un contratto della durata di sei mesi, al fine di soddisfare le volontà testamentarie del nonno ed ereditarne il patrimonio.

## Personaggi
- Lee Jae-in, interpretato da Ha Seok-jin
- Kim Da-hyun, interpretata da Jeon So-min
- Lee Gyu-chul, interpretato da Joo Jin-mo
Nonno di Jae-in.
- Kang Se-hee, interpretata da Lee Kan-hee
Madre di Jae-in.
- Soo-jung, interpretata da Lee Hae-in
Sorellastra di Jae-in.
- Min Tae-ha, interpretato da Kim Hyung-min
Cugino di Jae-in.
- Min Hyuk-joo, interpretato da Kim Min-sang
Padre di Tae-ha.
- Lee Soo-yeong, interpretata da Kim Si-young
Madre di Tae-ha.
- Kim Jin-man, interpretato da Lee Sang-hoon
Padre di Da-hyun.
- Jung Mi-jung, interpretata da Lee Young-sook
Madre di Da-hyun.

## Ascolti
| Episodio | Data di trasmissione | Dati AGB |
| -------- | -------------------- | -------- |
| 1        | 5 ottobre 2016       | –        |
| 2        | 6 ottobre 2016       | 0,529%   |
| 3        | 12 ottobre 2016      | 0,713%   |
| 4        | 13 ottobre 2016      | 0,766%   |
| 5        | 19 ottobre 2016      | 0,624%   |
| 6        | 20 ottobre 2016      | 0,826%   |
| 7        | 26 ottobre 2016      | 1,287%   |
| 8        | 27 ottobre 2016      | 0,936%   |
| 9        | 2 ottobre 2016       | 0,897%   |
| 10       | 3 novembre 2016      | 0,868%   |
| 11       | 9 novembre 2016      | 0,496%   |
| 12       | 10 novembre 2016     | 0,790%   |
| 13       | 16 novembre 2016     | 0,848%   |
| 14       | 17 novembre 2016     | 0,751%   |
| 15       | 23 novembre 2016     | 0,760%   |
| 16       | 24 novembre 2016     | 1,254%   |
| Media    | Media                | 0,823%   |

## Colonna sonora
1. I Want You Bad – Lee Hae-in, Baek Seung-heon
2. 360 Days Of Dream – Na Yoon-kwon
3. Love Therapy – Na Yoon-kwon, Han Ye-ri
4. Nothing is Easy – Kim So-hyun